# Felix Klein Medal
Die Felix Klein Medal der International Commission on Mathematical Instruction (ICMI) wird seit 2003 für die Lebensleistung in Forschung zur Mathematikdidaktik verliehen. 

## Hintergrund
Die Felix Klein Medal ist nach dem Gründungspräsidenten der ICMI, dem Mathematiker Felix Klein, benannt. Anfangs wurde die Auszeichnung alle zwei Jahre in ungeraden Jahren verliehen, ehe sie während der COVID-19-Pandemie pausierte. Seit der Neuvergabe 2024 wird sie alle vier Jahre in den Kalenderjahren, in denen der von der ICMI durchgeführte International Congress on Mathematical Education stattfindet, verliehen.
Er ist nicht mit dem Felix Klein Prize der IMU zu verwechseln.

## Preisträger
- 2003: Guy Brousseau
- 2005: Ubiratàn D’Ambrósio
- 2007: Jeremy Kilpatrick
- 2009: Gilah Leder
- 2011: Alan H. Schoenfeld
- 2013: Michèle Artigue
- 2015: Alan J. Bishop
- 2017: Deborah Loewenberg Ball
- 2019: Tommy Dreyfus
- 2024: Ferdinando Arzarello